# District de Faridabad
Le district de Faridabad (en hindi : फरीदाबाद जिला)  est un district  de l'État de l'Haryana  en Inde.

## Description

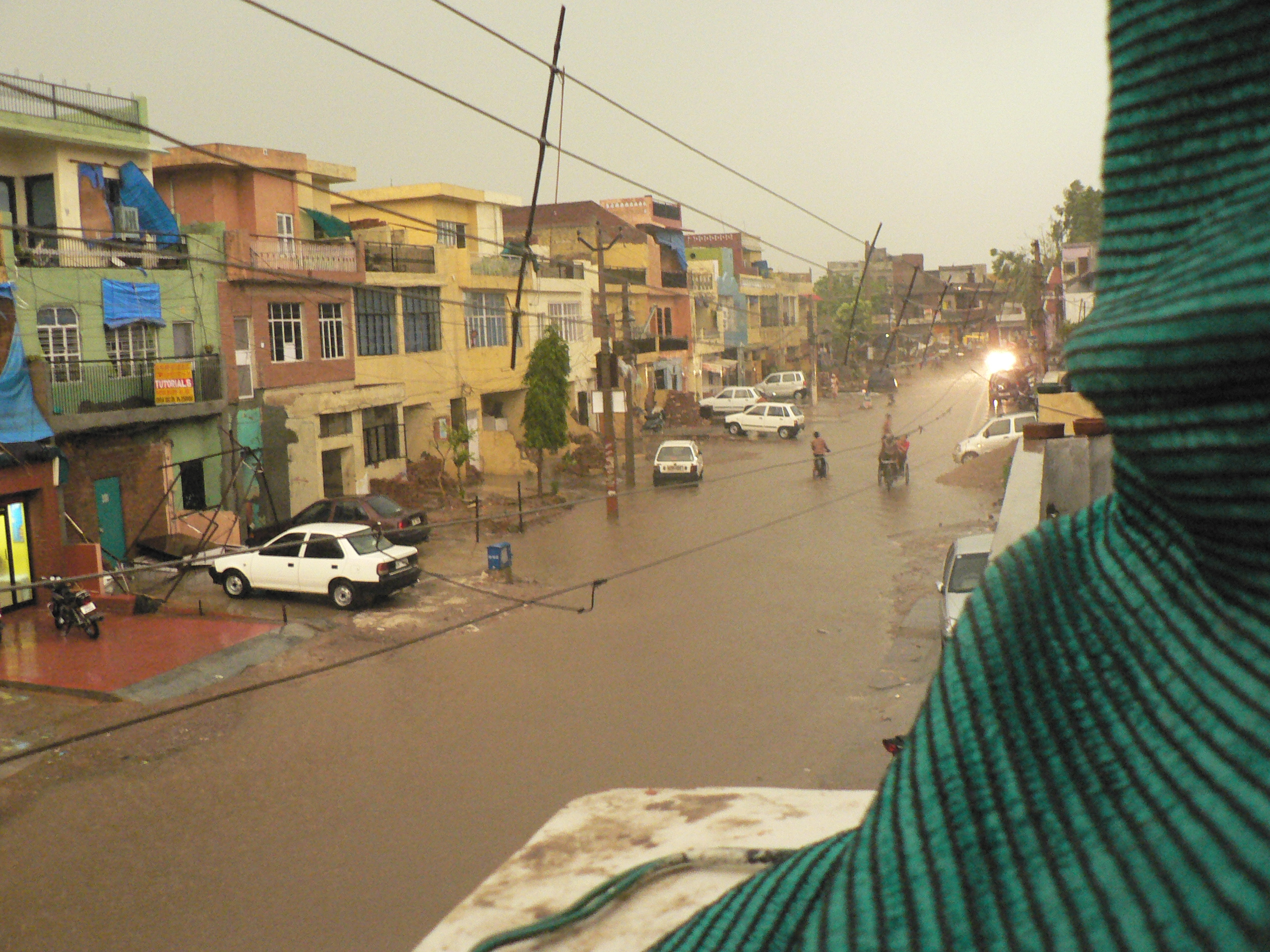
Rue à Faridabad.

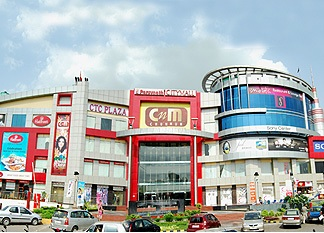
Centre commercial à Faridabad.

Au recensement de 2011, sa population compte 1 809 733 habitants pour une superficie de 741 km2.
Son chef-lieu est la ville de Faridabad.